# Лауринген
Лауринген (њем. Lauchringen) општина је у њемачкој савезној држави Баден-Виртемберг. Једно је од 32 општинска средишта округа Валдсхут. Према процјени из 2010. у општини је живјело 7.474 становника. Посједује регионалну шифру (AGS) 8337065.

## Географски и демографски подаци
Лауринген се налази у савезној држави Баден-Виртемберг у округу Валдсхут. Општина се налази на надморској висини од 360 метара. Површина општине износи 12,8 km². У самом мјесту је, према процјени из 2010. године, живјело 7.474 становника. Просјечна густина становништва износи 586 становника/km².

## Међународна сарадња
| Мјесто | Држава    | Врста сарадње | Од    |
| ------ | --------- | ------------- | ----- |
| Мецаго | Италија   | контакт       | 2000. |
|        | Француска | партнерство   | 1996. |
| Извор  |           |               |       |